# Amphictene souriei
Amphictene souriei är en ringmaskart som först beskrevs av Fauvel 1949.  Amphictene souriei ingår i släktet Amphictene och familjen Pectinariidae. Inga underarter finns listade i Catalogue of Life.